# Bergbahnen Hochzillertal

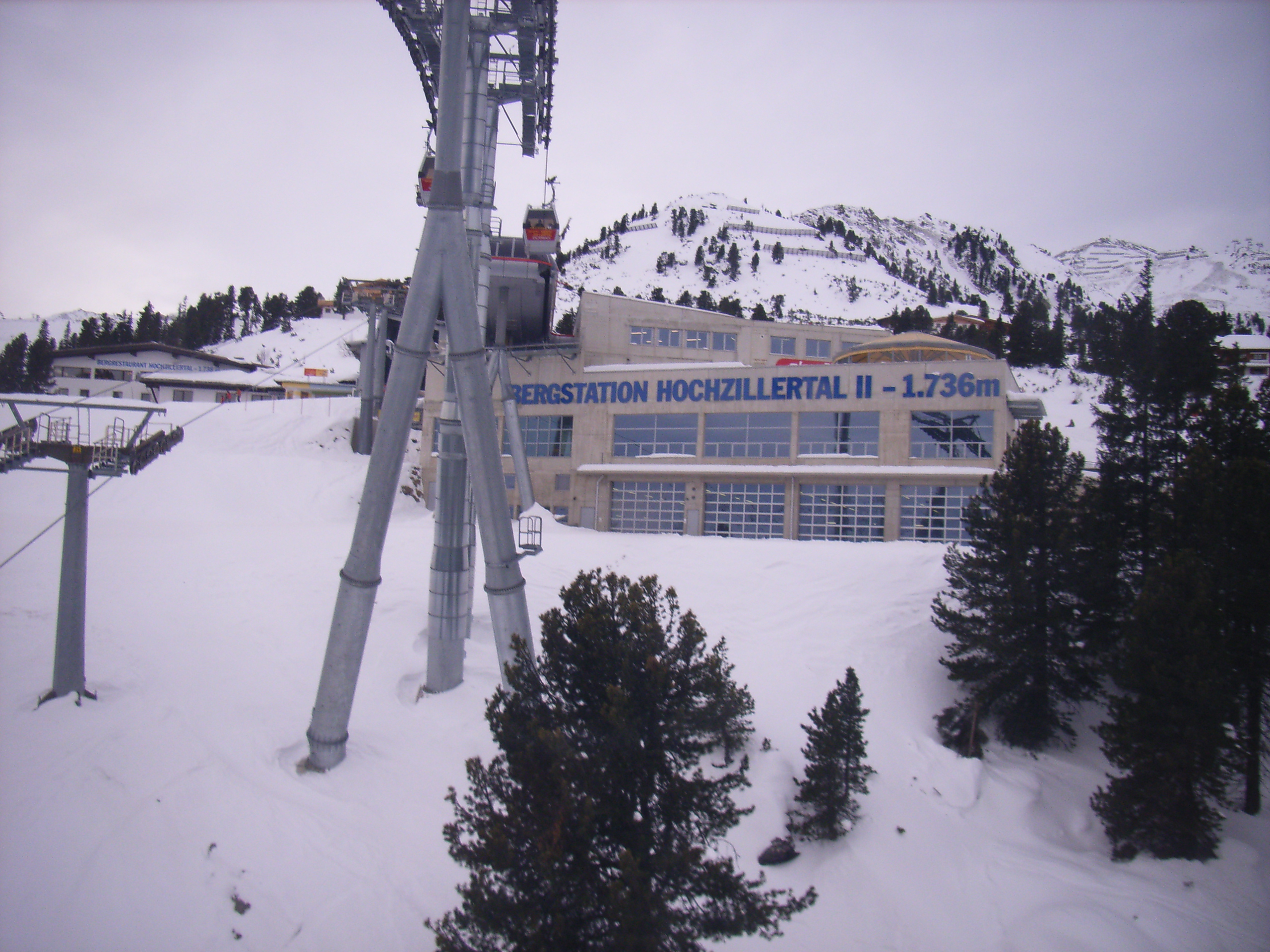
Die Bergstation der Hochzillertalbahn

Die Bergbahnen Hochzillertal sind ein Unternehmen der Schultz Gruppe, welches unter der Marke SKi-optimal Hochzillertal auftritt. Gegründet wurden die Bergbahnen von Heinrich Schultz und dessen Schwiegervater Heinz Hirschhuber. Die Talstation befindet sich in Kaltenbach im Zillertal.
Zusammen mit Hochfügen bieten die seit Dezember 2004 unter dem Namen Hochfügen-Hochzillertal verbundenen Skigebiete 37 Liftanlagen und 89 Pistenkilometer.
Zwei parallel verlaufende Luftseilbahnen führen von der Talstation in Kaltenbach auf über 1.700 Meter Seehöhe.

## Technische Daten
Bei beiden Seilbahnen handelt es sich um sogenannte Einseilumlaufbahnen, mit deren Kabinen jeweils acht Personen befördert werden können. Die auf einer Höhe von 592 Meter befindlichen Talstationen grenzen unmittelbar aneinander, ebenso wie ihre auf etwa 1740 Meter hoch gelegenen Bergstationen. Die Distanz zwischen den beiden Stationen beträgt dabei knapp 3065 Meter. An der steilsten Steigung weisen die Bahnen eine Neigung von ca. 60 Prozent auf.
Die ältere (südseitig gelegene) der beiden Bahnen wurde bereits im Jahr 1997 errichtet und verfügt über eine 1060 Meter hoch gelegene Mittelstation. Die zweite Seilbahn wurde dagegen erst 2006 gebaut und führt ohne Zwischenhalt an der Mittelstation der ersten Bahn vorbei. Der Bau dieser zweiten Bahn war notwendig geworden, weil sich die Hochzillertalbahn nach dem 2004 erfolgtem Zusammenschluss der beiden Schigebiete Hochfügen und Hochzillertal zum bevorzugten Zubringer des neu entstandenen Schigebietes Hochfügen-Hochzillertal entwickelt hatte.

## Vorfall 2018
Am Sonntagvormittag, 9. Dezember 2018 kam es bei starkem Wind zu einer Kollision und dem Verkeilen von 5 Zehner-Gondeln des Wimbachexpress bei Stütze 6. Diese Seilbahn war 2018 neu errichtet worden und ersetzte die Vierersesselbahn Krössbichl. Personen kamen keine zu Schaden, da wegen des Windes die Bahn schon geleert worden war.